# Kaloula indochinensis
Kaloula indochinensis es una especie de anfibio anuro de la familia Microhylidae.

## Distribución geográfica
Esta especie se encuentra en Camboya, Laos y Vietnam.

## Etimología
Su nombre de especie, compuesto por Indoch[a] y el sufijo latín -ensis, significa "que vive, que habita", y le fue dado en referencia al lugar de su descubrimiento, Indochina.

## Publicación original
- Chan, Blackburn, Murphy, Stuart, Emmett, Ho & Brown, 2013 : A new species of narrow-mouthed frog of the genus Kaloula from eastern Indochina. Herpetologica, vol. 69, n.º 3, p. 329-341.[4]